# 济南钻石爆炸案
济南钻石爆炸案，或称“11·18”爆炸杀人案，是2010年中国济南市发生的炸死一位老人的事件。

## 始末
林某与宋某自2005年以来保持情人关系，宋某供述：他将多笔资产转让给林某，而且离了婚，但林某未答应嫁给他，2009年底，宋某的海参生意经营惨淡，多次向林某追讨债款未成。宋某由爱生恨，于2010年5月将装有土炸弹的“筒子”交给林某，假称这是朋友走私的钻石，想利用林某的贪财心理炸死林某。但林某没打开过。11月18日，和林某一起居住的林某母亲趁林某去外地时打开“筒子”，被炸死。宋某告诉警方，他也曾想要回“筒子”，但被贪财的林某拒绝。林某则告诉警方，她不打开“筒子”是因为那时太忙。2014年1月3日，济南市中级人民法院对宋某执行死刑。